# Magnus Wenninger
Magnus Wenninger   (Park Falls, 31 d'octubre de 1919 - Collegeville, 17 de febrer de 2017) va ser un matemàtic i sacerdot benedictí estatunidenc.

## Vida i obra
Wenninger era fill d'immigrants catòlics bavaresos i va ser batejat com Joseph Jacob, però va canviar el seu prenom per Magnus quan va ingressar a l'orde de Sant Benet. Des de ben jove volia ser sacerdot i, per això, va cursar estudis a l'escola i la universitat de Saint John a Minnesota, en la qual es va graduar en filosofia el 1939. Va continuar els seus estudis de teologia al seminari fins que el 1945 va ser ordenat sacerdot. En ordenar-se, l'abat, Alcuin Deutsch, li va comunicar que seria destinat com professor al recent fundat col·legi de Sant Agustí a Nassau (Bahames) i el va enviar a la universitat d'Ottawa per obtenir un màster, títol que va obtenir el 1946 amb una tesina sobre la història del concepte de nombre.
A partir de 1946 va ser professor de matemàtiques a l'escola de Nassau i, entre els anys 1958 i 1961, va destinar les vacances a estudiar a l'escola de mestres de la Universitat de Colúmbia per millorar els seus coneixements pedagògics i matemàtics. Durant aquests estudis va quedar tan fascinat pels poliedres, que va dedicar la resta de la seva vida a construir models de tot tipus de poliedres, demostrant les seves tècniques i fent que el tema fos accessible i senzill d'entendre.

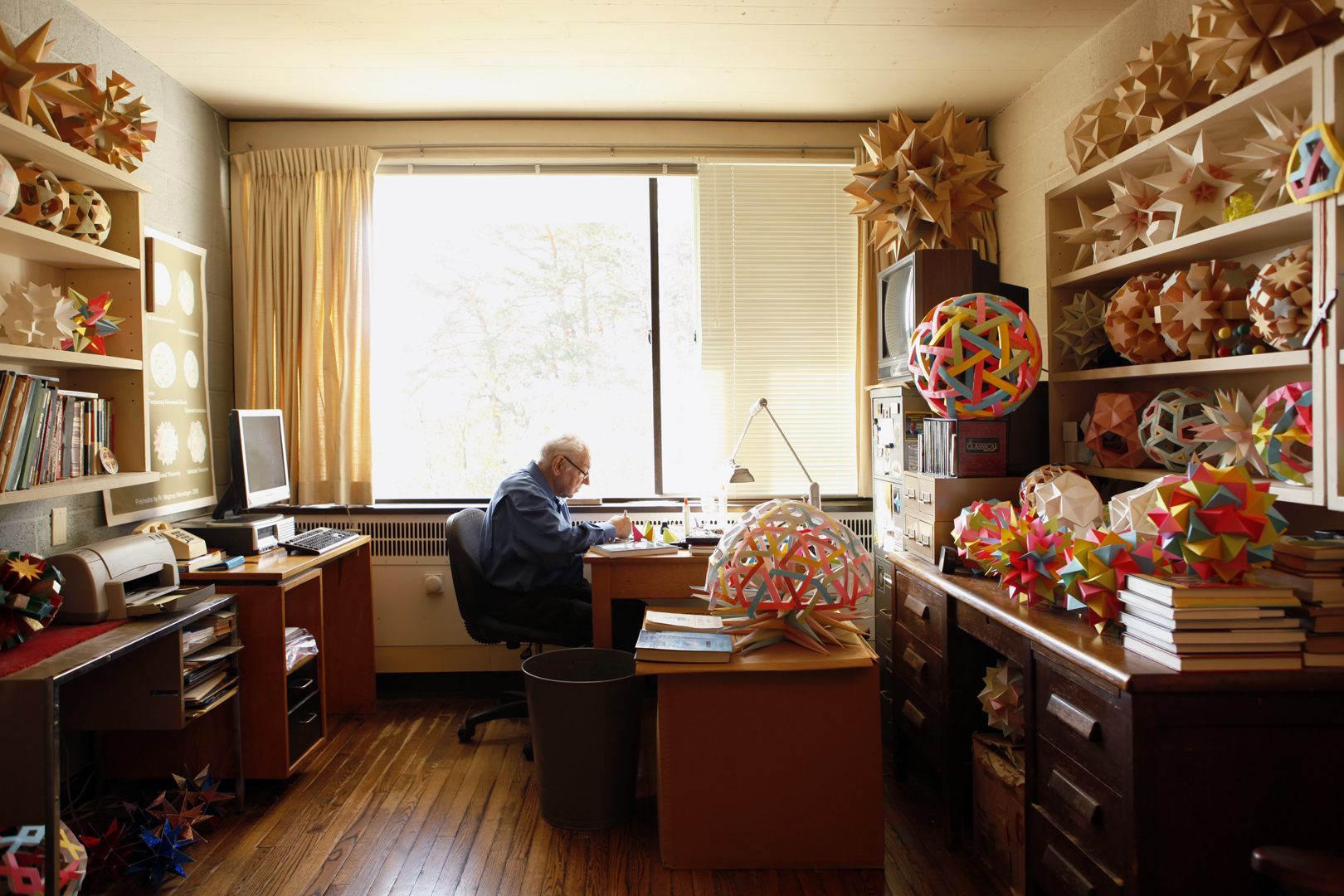
Wenninger, el 2010, treballant en els seus models de poliedres.

Wenninger va ser professor a Nassau des de 1947 fins a 1971 i els deu anys següents va ser administrador de l'escola de Nassau. El 1981 va retornar a Minnesota, on va ser administrador de l'editorial benedictina Liturgical Press fins que es va retirar al monestir de Saint John el 1987. En els seus anys de retir, va començar a utilitzar programes informàtics per investigar noves formes de poliedres.
Els seus models abasten totes les diversitats de poliedres: poliedres regulars, poliedres uniformes, poliedres estrellats i, fins i tot, models tridimensionals de polítops de quatre dimensions.
Wenninger va publicar tres llibres sobre el tema que han esdevingut clàssics i son utilitzats en una ámpla gama d'aplicacions, des d'organitzar els clots en una pilota de golf fins al disseny de vacunes contra els virus:
- Polyedron Models (1971)
- Spherical Models (1979)
- Dual Models (1983)